# عقد 30
عقد 30 هو عقد امتد بين 1 يناير 30 و31 ديسمبر 39 بحسب التقويم الميلادي. سبقه عقد 20 ولحقه عقد 40.

## مواليد
- أوثو (032)
- نيرفا (032)
- نيرون (037)
- بوديكا (033)
- إغناطيوس (035)
- لوكان (039)
- يوسيفوس فلافيوس (037)
- تيتوس (039)
- كينتيليان (035)

## وفيات
- بيلاطس البنطي (038)
- أغريبينا الكبرى (033)
- ماربود (037)
- غيستاس (033)
- إسطفانوس (036)
- هيرودوس أنتيباس (039)
- تيبيريوس (037)
- هيرودس فيلبس الثاني (034)
- جونيا كلاوديلا (036)
- ماركوس غافيوس أبيشيوس (037)
- فيليوس باتركولوس (031)

## كتب
- Yves Denis Papin (1998). Chronologie de l'histoire ancienne. Lieu de publication non identifié: Éditions Jean-paul Gisserot. ISBN:2-87747-346-5. OCLC:40746926. مؤرشف من الأصل في 2022-03-16.
- موسوعة حضارة العالم (2002) لأحمد محمد عوف.

## روابط خارجية
- تصفح سنة بسنة عقد 30 على موقع onthisday.com
- تصفح سنة بسنة عقد 30 ابتداءً من سنة عقد 30 على موقع المكتبة الوطنية الفرنسية